# Inucu
Inucu (węg. Inaktelke) – wieś w Rumunii, w okręgu Kluż, w gminie Aghireșu. W 2011 roku liczyła 370 mieszkańców.